# 布魯森角
62°26′27″S 59°48′32″W / 62.44083°S 59.80889°W

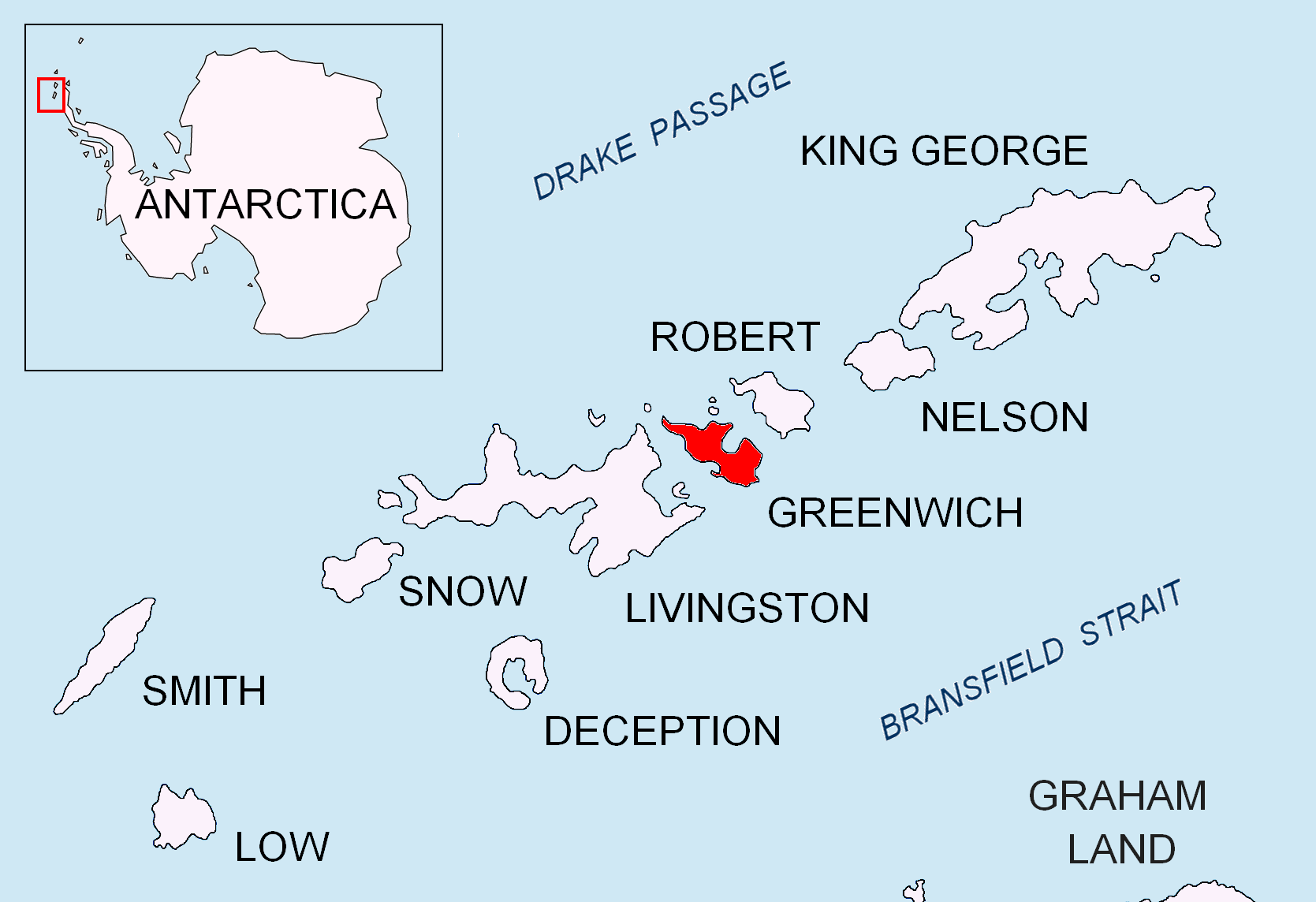

布魯森角（Brusen Point），是南極洲的海岬，位於南設得蘭群島的格林尼治島北端，處於阿圭多角以西0.99公里、阿普里洛夫角以東4.55公里和迪島西南面1.02公里，以保加利亞城鎮命名，現時由南極條約體系管理。